# Provincia del Socorro
La provincia del Socorro, también llamada gobierno del Socorro durante la época imperial española, fue una entidad administrativa y territorial de la Nueva Granada, creada el 27 de noviembre de 1795 como corregimiento del Virreinato de Nueva Granada a partir de los terrenos septentrionales de la provincia de Tunja, y occidentales de la provincia de Pamplona
Durante la emancipación de las colonias americanas (1810-1816), Socorro se incorporó a las Provincias Unidas de la Nueva Granada. En la época de la Gran Colombia hizo parte del Departamento de Boyacá, el cual cubría territorialmente todo lo que hoy es el oriente de Colombia.
Posteriormente a la disolución de este país (1830) perteneció a la República de la Nueva Granada, de carácter centralista, hasta que finalmente se implantó el sistema federal en la Nueva Granada en 1858 y la provincia pasó a ser entonces una de las provincias constituyentes del Estado Soberano de Santander.

## Historia

### Antecedentes
Anteriormente a la época hispánica, la región estaba dominada por varios grupos aborígenes importantes: guanes, chitareros, carares y yariguíes, si bien otras etnias importantes también habitaron la zona. La mayoría de estos grupos fueron exterminados por diversas causas (enfermedades, esclavitud, guerras) una vez los españoles llegaron a tierras americanas.
En el periodo comprendido entre 1510 y 1540 se crearon las principales gobernaciones del Nuevo Reino de Granada a partir de la desmembración de la Nueva Andalucía y Castilla de Oro: Santa Marta, Cartagena y Popayán. Con la creación de la Presidencia de Santa Fe en 1564, el Socorro se incluyó como parte de la provincia de Tunja dentro de la presidencia antes mencionada.

### Dominio español
El origen del Socorro como población fue más sencillo que el de otras poblaciones neogranadinas. A grandes rasgos puede afirmarse que se formó a la vera del camino que conducía de Vélez a Girón, en sitio exacto donde hoy se halla ubicada. Dos ricos terratenientes del Valle de Chanchón, José de Archila y José Díaz Sarmiento, donaron el terreno a la Virgen de Nuestra Señora del Socorro, para establecer allí un poblado el 16 de junio de 1683, el cual fue creado el 27 de noviembre del mismo año con el nombre de Nuestra Señora del Socorro y el 2 de diciembre el presidente, gobernador y el capitán general del Nuevo Reino de Granada, Don Francisco del Castillo de la Concha aprobó la nueva sección administrativa.
En 1771 le fue concedido el título de ciudad, sin embargo como no llenó los requisitos legales, es decir, que fuera dado por el Rey de España, Felipe V la objetó e invalidó el 30 de diciembre de 1772. El 25 de abril de 1773 se le otorgó su propio escudo de armas.
La Real Cédula 1717 crea el Virreinato de Nueva Granada, separándolo del de Perú. Sin embargo la vida de este primer virreinato fue corta ya que en 1723 fue suprimido. En 1739 fue restaurado y Socorro pasó a formar parte de la provincia de Tunja.
En 1795 el Rey Carlos IV creó la provincia del Socorro con capital del mismo nombre, en territorio superior a la mitad del actual departamento de Santander, que permaneció vigente hasta el 13 de mayo de 1857, cuando el congreso de la República fundó el Estado Soberano de Santander.
En el Socorro estalló la Insurrección de los comuneros el 16 de marzo de 1781 por los excesivos tributos de la Corona española hacia el pueblo neogranadino. En sus comienzos los protagonistas visibles eran los pobres, tanto mujeres como hombres. Las revueltas comenzaron luego a ser dirigidas por personas un poco mejor ubicadas (comerciantes, carniceros, pequeños agricultores) y la rebelión tomó forma. La presión logró que algunos hombres de prestigio se comprometieran en ella. También se incorporaron indígenas, liderados por Ambrosio Pisco, un cacique rico. Ellos agregaron al pliego de demandas la devolución de tierras tomadas a las comunidades amerindias.
A pesar del fracaso de la Insurrección, la semilla de la libertad quedó latente. Nuevamente los socorranos, encabezados por José Lorenzo Plata y Martínez, dieron el traste con el régimen colonial el 10 de julio de 1810.

### Emancipación

Provincia de Socorro y Provincia de Pamplona,en 1810. El antropónimo Santander, no se establecería hasta 1857.

En 1810 Socorro comprendía aproximadamente la zona sur y central de lo que hoy corresponde al departamento de Santander. Ese mismo año Santafé de Bogotá y otras localidades de la Nueva Granada establecieron Juntas Supremas. Entre estas juntas estaban la de Santa Fe de Antioquia (presidida por Francisco de Ayala), la de Cali (Joaquín de Caizedo y Cuero), la de Cartagena (José María García de Toledo), la de Mompós (José María Salazar y José María Gutiérrez de Caviedes), la de Neiva (José Domingo Falla), la de Pamplona (Domingo Tomás de Burgos), la de Popayán (Miguel Tacón, substituido por Joaquín de Caizedo y Cuero), la de Santa Marta (Víctor de Salcedo), la del Socorro (José Lorenzo Plata), la de Sogamoso (Domingo José Benítez), la de Tunja (Juan Agustín de la Rocha), la de Nóvita (Miguel Antonio Moreno), la de Mariquita (Francisco de Mesa y Armero), la de Girón (Eloy Valenzuela) y la de Citará (José María Valencia). Estas provincias crearon la Primera República independiente de Colombia conocida como Provincias Unidas de la Nueva Granada.
El 9 de julio de 1810 se estableció la Junta gubernativa leal a Fernando VII, cuyo presidente era Lorenzo Plata. El 15 de agosto de ese mismo año se redactó la primera constitución, que termina desconociendo la regencia española el 31 de enero de 1811. A mediados de ese año Girón y San Gil se separan de la provincia y se anexan a Cundinamarca, mientras El Socorro hace lo mismo con Tunja; tras las numerosas protestas del gobierno socorrano se celebró el Tratado de Guadalupe con Cundinamarca (17 de febrero de 1812), y tras el cual Socorro fue ocupada por Cundinamarca el 7 de marzo de 1812, colocando en el poder como presidente interino a Emigdio Benítez.
Tras la salida cundinamarqueña Juan Francisco Ardila Plata asume la presidencia en abril de 1812 y en mayo José Miguel Pey y Andrada, centralista, pero fue derrotado por Joaquín de Ricaurte en Poloblanco, asumiendo el vencedor la presidencia de Socorro el 6 de julio. En noviembre de 1812 la ciudad de Vélez se une a Cundinamarca. La presidencia fue ocupada interinamente por Francisco Soto en febrero de 1816, la cual duró hasta el 5 de marzo cuando Sebastián de la Calzada, jefe militar opuesto al gobierno, tomó Socorro y asumió la presidencia. Para ese entonces el nuevo gobernador y capitán general de Nueva Granada, Francisco Montalvo Ambulodi se posesiona en 1813, siendo ascendido a virrey el 28 de abril de 1816. El enviado español General Morillo llegó a Santa Marta el 22 de julio de 1815 para iniciar la reconquista de la Nueva Granada. El 8 de abril de 1816 la presidencia del Socorro pasó a José Silverio Pérez y el 20 de mayo Morillo entró en la ciudad.

### Época republicana

Provincias de los Santanderes en 1855.

El 17 de diciembre de 1819 fue expedida en el Congreso de Angostura la Ley Fundamental que creó la República de Colombia, cuyo vicepresidente fue el medellinense Francisco Antonio Zea. Quedaron unidas la Nueva Granada y Venezuela, divididas en tres departamentos: Cundinamarca, Venezuela y Quito. Socorro entonces quedó como provincia del departamento de Cundinamarca. El 12 de julio de 1821 el Congreso de la República, bajo la presidencia de José Manuel Restrepo, expidió la Constitución de Cúcuta, basada en la de Angostura, que dividió la República en departamentos y a éstos en provincias. Socorro quedó como provincia del departamento de Boyacá y su capital continuó siendo la ciudad homónima.
Ante la disolución de Colombia en 1830 y por Ley Fundamental del 17 de noviembre de 1831, Socorro adquirió el carácter de departamento. En la constitución de 1832 la Nueva Granada se subdividió en provincias (las mismas de 1810), siendo Socorro una de ellas, conformada por parte de Santander.
La Constitución de 1843 efectuó una nueva división de la República de la Nueva Granada en provincias, y estas a su vez en cantones y estos en distritos parroquiales; veinte provincias fueron conformadas, incluida en ellas la del Socorro. En 1832 fue segregada la parte sur del Socorro de la cual se creó la provincia de Vélez, y en 1850 se segregó la región norte de la cual se creó la provincia de Soto.
Al volver los conservadores al poder en 1855, el Congreso aprobó la creación de estados federales. La Confederación Granadina de 1857 estuvo integrada por ocho Estados Federales, siendo uno de ellos el Estado Soberano de Santander, formado por las provincias de García Rovira, Ocaña, Pamplona, Santander, Socorro y Soto. La tendencia al federalismo fue confirmada por la Constitución de 1858, que cambio el nombre del país a Confederación Granadina y adoptó el régimen federal.

## Geografía

### Límites

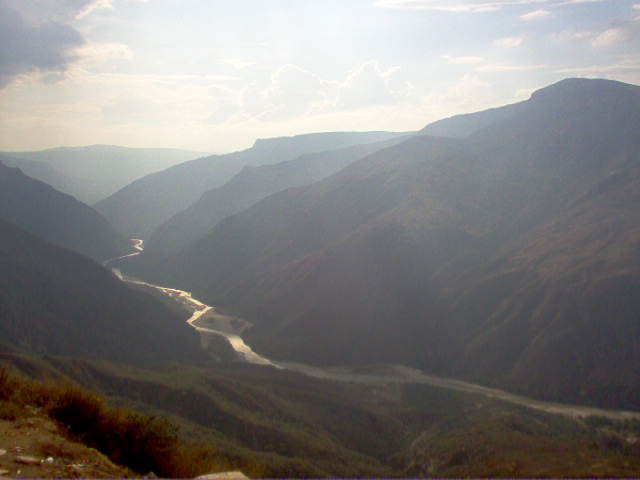
Cañón del Chicamocha.

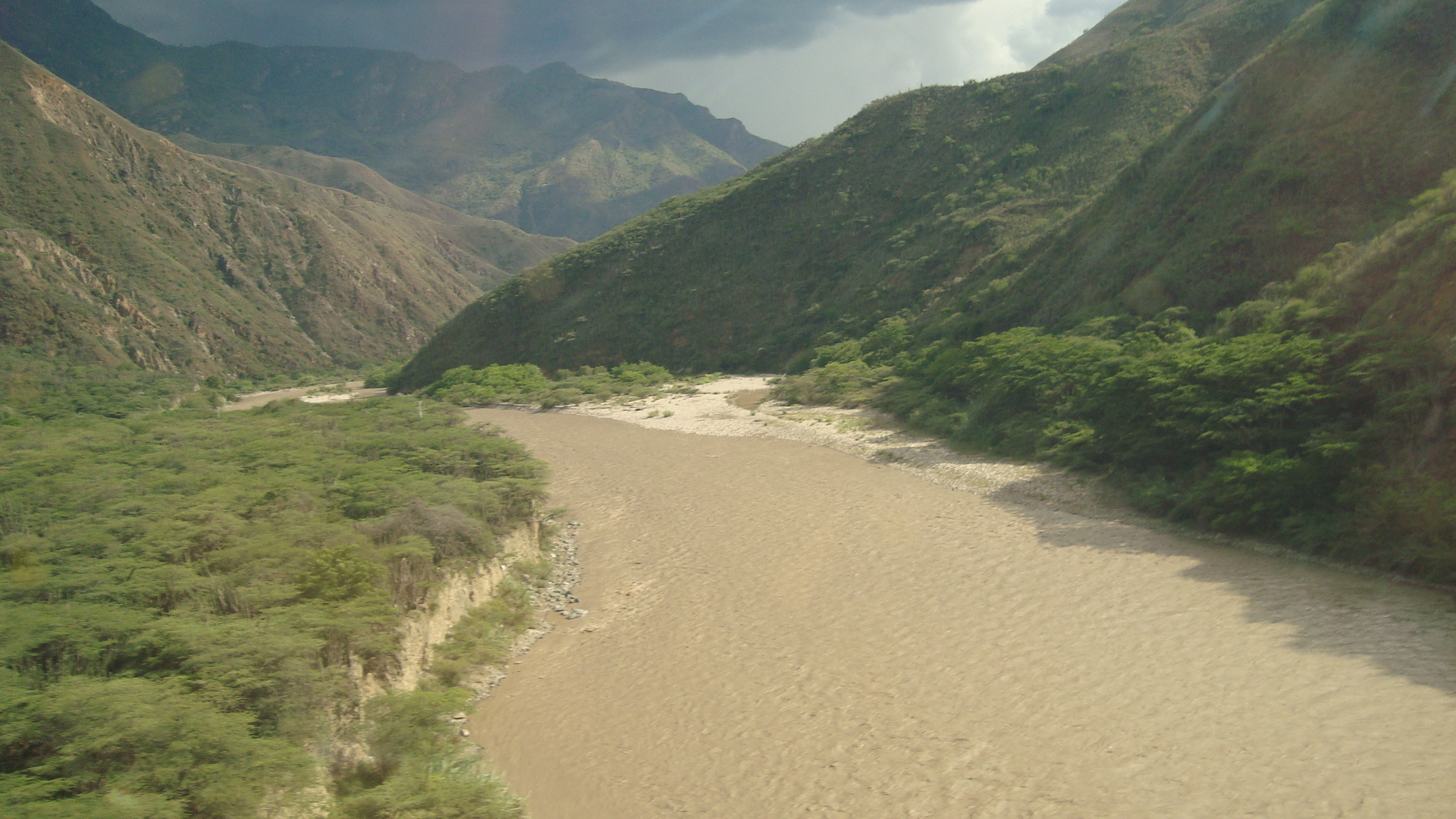
Río Chicamocha.

Los límites de la provincia no fueron estables a lo largo del dominio español en la región y mucho menos durante la era republicana. Las constantes agregaciones y segregaciones cambiaban mucho la faz del territorio. El poco conocimiento de la tierra no permitió establecer límites determinados entre una y otra gobernación, salvo el caso de variaciones geográficas naturales plenamente identificables.
Al momento de la proclamación de independencia (1810), Socorro confinaba con las siguientes provincias (en el sentido de las agujas del reloj): Santa Marta, Pamplona, Casanare, Tunja, Antioquia y Cartagena. Los límites entre provincias no estaban del todo claros ya que nunca fueron determinados claramente. Sin embargo Agustín Codazzi durante las expediciones que se llevaron a cabo durante la Comisión Corográfica (1850-1859) realizó una minuciosa descripción de los linderos, así como de la geografía, de la mayoría de las provincias que conformaban la República de la Nueva Granada.
A grandes rasgos, los límites que correspondían a la provincia del Socorro en 1850 comenzaban en la confluencia del río Suárez con el Porqueras, seguía el primero hasta su confluencia con el Opón, corría a través del curso natural de este río hasta su desembocadura en el río Magdalena, seguía este río hasta la desembocadura del río Chicamocha y por este aguas arriba hasta el punto denominado Micos.
Desde aquí por la cumbre de la cordillera pasando por los páramos de Onzaga, Desaguaderos, Guantiva y los altos de Fure y Güina, hasta alcanzar el páramo de la Rusia. Luego continuaba por los cerros de la Laguna, Cuevagrande, Boquerón, Gaita y el páramo de Cómbita, pasando por los ríos Siome, del Valle, Ubasa, Chúquene y Fátiva, para luego caer al Suárez.

### Aspecto físico
La provincia del Socorro poseía una geografía muy variada, compuesta por serranías, páramos, mesetas, llanuras y cerros, lo que la hacía inmensamente rica en paisajes y climas. La parte más quebrada estaba representada por la cordillera Oriental, que recorría la provincia en su costado más al este con algunas ramificaciones tales como la serranía de los Yariguíes (o cuchilla de los Cobardes). Por su parte, los cañones del río Chicamocha y del río Suárez se ubicaban al noreste y al sur, mientras el valle del río Magdalena ocupaba una amplia zona en el oeste.

### División territorial

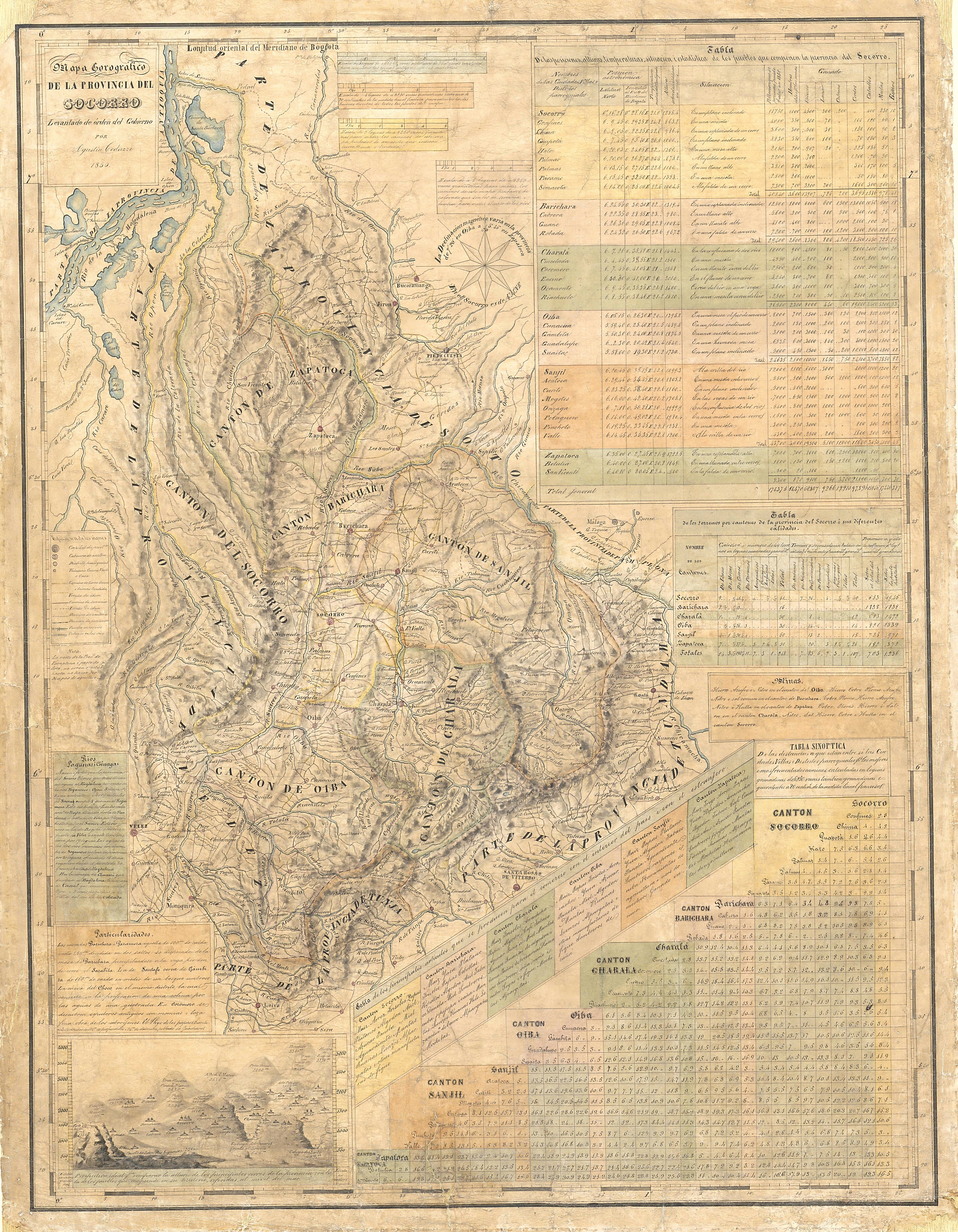
Provincia del Socorro en 1850.

La provincia del Socorro tuvo diversos tipos de división de su territorio. En un principio se encontraba dividida en partidos, que luego pasaron a llamarse jurisdicciones. Con la llegada de la independencia, estas subdivisiones pasaron a llamarse cantones, que cambiaron las antiguas jurisdicciones de extensión, y por tanto algunas de éstas fueron suprimidas. En 1825 la provincia se encontraba distribuida en los cantones de Socorro, Barichara, Charalá, San Gil, Vélez y Zapatoca. Para 1835 el Socorro tenía los cantones de Socorro, Barichara, Charalá, Oiba, San Gil y Zapatoca.
Entre 1843 y 1851 la provincia estaba conformada por los siguientes cantones, distritos parroquiales y aldeas:
- Cantón de Socorro: Socorro, Confines, Chima, Chiquinquirá, Guapotá, Hato, Nueva Socorro, Palmar, Palmas, Páramo y Simacota.
- Cantón de Barichara: Barichara, Cabrera, Guane y Robada.
- Cantón de Charalá: Charalá, Cincelada, Coromoro, Encino, Ocamonte y Riachuelo.
- Cantón de Oiba: Oiba, Cunacua, Gámbita, Guadalupe y Suaita.
- Cantón de San Gil: San Gil, Aratoca, Curití, Mogotes, Onzaga, Petaquero, Pinchote y Valle.
- Cantón de Zapatoca: Zapatoca y Betulia.

## Demografía
De acuerdo a los datos suministrados por el secretario del virreinato Francisco Silvestre, en su libro Descripción del Reino de Santafé de Bogotá en 1789, la población de la provincia ascendía a los 119.779 habitantes. En 1835, la provincia contaba ya con 114.513 habitantes.
Según el censo de 1851, la provincia contaba con 157.085 habitantes, de los cuales 75.262 eran hombres y 81.823 eran mujeres.
| Evolución demográfica de la provincia del Socorro |
|                                                   |

## Economía
Una de las principales actividades económicas de la región era la extracción de carbón, cobre, sal, azufre y hierro. Esta actividad más el intercambio de bienes que mantenía con España y Santa Fe hacían de Socorro una de las ciudades más ricas de la Nueva Granada.
Algunos alimentos que se producían en la provincia, tales como el café, cacao, trigo, frijoles, maíz, papas, arvejas, plátanos, arracachas, yuca, arroz, garbanzos, cebada, nabos, cebollas, ajos, ahuyamas, tabaco, algodón, anís, añil, azúcar, panela y aguardiente, eran vendidos tanto en el interior como en el exterior del país.